# Saison 3 de Happy Endings
Chronologie
Saison 2
Cet article présente le guide des épisodes de la troisième saison de la série télévisée Happy Endings.

## Distribution

### Acteurs principaux
- Eliza Coupe : Jane Kerkovich Williams
- Elisha Cuthbert : Alex Kerkovich
- Zachary Knighton : Dave Rose
- Adam Pally : Max Blum
- Damon Wayans Jr. : Brad Williams
- Casey Wilson : Penny Hartz

### Acteurs récurrents
- Rob Corddry : the Car Czar[1] (épisodes 2, 5 et 20)
- Seth Morris : Scotty
- Nick Zano : Pete[2]
- Stephen Guarino (en) : Derrick

### Invités
- Rachael Harris : Suzanne[3] (épisode 2)
- Christopher McDonald : Mr. Kerkovich[4] (épisode 6)
- Julie Hagerty : Mrs. Kerkovich[4] (épisodes 6 et 23)
- Briga Heelan : Ryan[5] (épisode 11)
- Mark-Paul Gosselaar : Chase[6] (épisodes 11 et 21)
- RuPaul Charles : KrisJahn[7] (épisode 16)
- Abby Elliott : Katie[8] (épisode 15)
- Stephanie March : Brooke[9] (épisode 23)
- James Lesure : Elliot[10] (épisode 23)

## Épisodes

### Épisode 1:Jackpot et des potes
- Canada : 21 octobre 2012 sur Citytv
- États-Unis : 23 octobre 2012 sur ABC

- États-Unis : 5,57 millions de téléspectateurs[11] (première diffusion)

- Brian Austin Green (Chris)
- Matthew Del Negro (Kent)
- Branton Box (Julian)
- Laura Chinn (Karissa)
- Hunter Stiegbl (Brad's Assistant)
- Ross Mackenzie (Brad's Boss)
- Damon Wayans Jr. (Sinbrad)

### Épisode 2:La fièvre du samedi soir
- Canada : 28 octobre 2012 sur Citytv
- États-Unis : 30 octobre 2012 sur ABC

- États-Unis : 4,31 millions de téléspectateurs[12] (première diffusion)

- Rachael Harris (Suzanne)
- Rob Corddry (the Car Czar)
- Kyle Red Silverstein (Martin)
- James Eason (Paul)

### Épisode 3:Boyz II Menorah
- Canada : 11 novembre 2012 sur Citytv
- États-Unis : 13 novembre 2012 sur ABC

- États-Unis : 4,36 millions de téléspectateurs[13]

- Paxton Anderson (Jake Umansky)
- Brandon Klopot (kid)
- Chris William (Officer Sommers)
- Lauren Howard Brown (server)

### Épisode 4:Merci pour rien
- Canada : 19 novembre 2012 sur Citytv[14]
- États-Unis : 20 novembre 2012 sur ABC

- États-Unis : 4,38 millions de téléspectateurs[15]

- Marc Evan Jackson (fishmonger)
- Chris Marrs (guy)
- Georgia Cook (little girl)
- Kelly Connell (Pilgrim man)
- Amanda Carlin (Pilgrim woman)
- Katie Silverman (young Penny)

### Épisode 5:P et P, Parfait Paradis
- Canada : 3 décembre 2012 sur Citytv
- États-Unis : 4 décembre 2012 sur ABC

- États-Unis : 3,37 millions de téléspectateurs[16] (première diffusion)

- Nick Zano (Pete)
- Rob Corddry (the Car Czar)
- John Daly (Brody)
- Brady Ellis (Jimmy Nichols)
- Chelsey Crisp (Candice)

### Épisode 6:Sans blague
- Canada : 10 décembre 2012 sur Citytv
- États-Unis : 11 décembre 2012 sur ABC

- États-Unis : 3,22 millions de téléspectateurs[17] (première diffusion)

- Nick Zano (Pete)
- Christopher McDonald (Mr. Kerkovich)
- Julie Hagerty (Mrs. Kerkovich)
- Kulap Vilaysack (Nicole)
- Matthew Nicklaw (Jimmy)

### Épisode 7:Non-hon-hon
- États-Unis : 18 décembre 2012 sur ABC
- Canada : 19 décembre 2012 sur Citytv[18]

- États-Unis : 3,16 millions de téléspectateurs [19] (première diffusion)

- Andrew Friedman (Andrew)
- E.J. Callahan (Mr. Olsen)
- Jason Berger (news anchor (v.o.))
- Nick Zano (Pete)
- Jason Berger (radio dj (v.o.))
- Janell Winkler (store owner)
- Kenzo Lee (waiter)

### Épisode 8:Rencard piégé
- États-Unis /  Canada : 6 janvier 2013 sur ABC / Citytv

- États-Unis : 2,4 millions de téléspectateurs[20]

- Billy Beck (Ben)
- Tom Christensen (Jamie)
- Justin Louis Baldoni (Marcus)

### Épisode 9:Un amour extraordinaire classique
- États-Unis : 8 janvier 2013 sur ABC
- Canada : 21 janvier 2013 sur Citytv

- États-Unis : 3,66 millions de téléspectateurs[21] (première diffusion)

- Laura Catalina Ortiz (Winne McCray)
- Stephen Guarino (Derrick)
- Andy Shephard (Kyle)
- Julie Goldman (Bar patron)
- Jon Barinholtz (Cute Guy)
- Chris Arvan (guy)
- Tom Segura (paparazzo)
- Zale Kessler (walrus guy)

### Épisode 10:Kickball 2: le kickage
- États-Unis /  Canada : 13 janvier 2013 sur ABC / Citytv

- États-Unis : 2,07 millions de téléspectateurs[22]

- Lance Briggs (lui-même)
- Bergen Williams (Dragga)
- Matt Walsh (Duckie)
- Scott Prendergast (Green Monkey)
- Seth Morris (Scotty)
- Billy Merritt (the umpire)
- Isabella Cramp (young Alex)
- Daisy Stoneman (young Jane)

### Épisode 11:Le facteur ex
- Canada : 14 janvier 2013 sur Citytv
- États-Unis : 15 janvier 2013 sur ABC

- États-Unis : 3,05 millions de téléspectateurs[23] (première diffusion)

- Mark-Paul Gosselaar (Chase)
- Briga Heelan (Ryan)
- Nick Zano (Pete)
- Aalok Mehta (Andrew)
- Marissa Strickland (Jenny)
- Nosheen Phoenix (Melissa)
- Ashley Wood (Veronica)

### Épisode 12:Le marié farceur
- Canada : 28 janvier 2013 sur Citytv
- États-Unis : 29 janvier 2013 sur ABC

- États-Unis : 2,92 millions de téléspectateurs[24] (première diffusion)

- Nick Zano (Pete)
- Robert Picardo (Mr. Logan)

### Épisode 13:Le mariage de notre meilleur ami
- États-Unis : 29 janvier 2013 sur ABC
- Canada : 1er février 2013 sur Citytv

- États-Unis : 2,85 millions de téléspectateurs[24]

- Nick Zano (Pete)
- Jeff Howard (Clay)
- Edward Kinlry-Ostro (Manny Petty)
- Erin Pineda (Marcy)

### Épisode 14:Dans la chaleur de la night
- États-Unis /  Canada : 29 mars 2013 sur ABC[25] / Citytv

- États-Unis : 2,97 millions de téléspectateurs[26] (première diffusion)

- David Alan Grier (Terry)
- Nick Zano (Pete)
- Brody Moller (Cody)
- Meredith Roberts (Gillian)
- Bruno Amato (repo man 1)
- Sean Bass (Roland)
- Andrew Donnelly (Stuart)

### Épisode 15:La vérité brute
- États-Unis /  Canada : 29 mars 2013 sur ABC / Citytv

- États-Unis : 2,29 millions de téléspectateurs[26] (première diffusion)

- Abby Elliott (Katie)
- Stephen Guarino (Derrick)
- Nate Shelkey (Larry)
- Nadege August (Leslie Gruff)
- Nichole Bunch (waitress)
- Chad Fogland (Geoff Klein)
- Cohl Kenneth Klop (scalper)
- Isabella Williams (Baby Justice)

### Épisode 16:L'incident
- États-Unis /  Canada : 5 avril 2013 sur ABC / Citytv

- États-Unis : 3,28 millions de téléspectateurs[27] (première diffusion)

- RuPaul Charles (KrisJahn)
- John Gemberling (thief)
- Fred Stoller (Gary)
- Irene Roseen (Nana)

### Épisode 17:Les potes avant les potes
- États-Unis /  Canada : 5 avril 2013 sur ABC / Citytv

- États-Unis : 2,69 millions de téléspectateurs[27] (première diffusion)

- Andy Richter (Roy)
- Brad Grunberg (Butcher)
- Kelly Jenrette (Shop Lady)
- Danny Mora (The Brazilian)
- Alex Quijano (Wilson)

### Épisode 18:La nuit de la chasseuse
- États-Unis /  Canada : 12 avril 2013 sur ABC / Citytv

- États-Unis : 2,73 millions de téléspectateurs[28] (première diffusion)

- Mary Elizabeth Ellis (Daphne)
- Nick Zano (Pete)
- Rose Abdoo (Magic Ann)
- Seth Morris (Scotty)

### Épisode 19:La tempête avant le calme
- États-Unis /  Canada : 12 avril 2013 sur ABC / Citytv

- États-Unis : 2,08 millions de téléspectateurs[28] (première diffusion)

- Stephen Guarino (Derrick)
- Dawar Owens (Anthony)
- Rafi Silver (Brandon)
- Brian Maillard (Greg)

### Épisode 20:La ballade de Lon Sarofsky
- Canada : 19 avril 2013 sur Citytv
- États-Unis : 26 avril 2013 sur ABC

- États-Unis : 2,19 millions de téléspectateurs[29] (première diffusion)

- Rob Corddry (the Car Czar)
- Drew Droege (Josh Jill)
- Andy Gala (Shaun)
- Kailan Whitaker (young Dave)

### Épisode 21:Insabotable
- États-Unis /  Canada : 26 avril 2013 sur ABC / Citytv

- États-Unis : 1,73 million de téléspectateurs[29] (première diffusion)

- Mark-Paul Gosselaar (Chase)
- Matt Braunger (Kevin)
- Christopher Michael (Major Fitness)

### Épisode 22:La plus belle victoire
- États-Unis /  Canada : 3 mai 2013 sur ABC / Citytv

- États-Unis : 2,68 millions de téléspectateurs[30] (première diffusion)

- Michael McKean (Big Dave)
- Megan Mullally (Dana)
- Regan Burns (Connie)
- Jackie Clarke (Trish)

### Épisode 23:Frangins et sours
- États-Unis /  Canada : 3 mai 2013 sur ABC / Citytv

- États-Unis : 2,17 millions de téléspectateurs[30] (première diffusion)

- Stephanie March (Brooke)
- James Lesure (Elliot)
- Julie Hagerty (Mrs. Kerkovich)
- Sally Brooks (cousin Ann)
- Suanne Spoke (cousin Sherry)
- Christopher Darga (cousin Terry)

## Audiences aux États-Unis
| N° d'épisode | Titre original                       | Titre français                    | Chaîne | Date de diffusion originale | Audience (en millions de téléspectateurs) | Pdm sur les 18-49 ans |
| ------------ | ------------------------------------ | --------------------------------- | ------ | --------------------------- | ----------------------------------------- | --------------------- |
| 1            | Cazsh Dummy Spillionaires            | Jackpot et des potes              | ABC    | 23 octobre 2012             | 5.57                                      | 1.8                   |
| 2            | Sabado Free-Gante                    | La fièvre du samedi soir          | ABC    | 30 octobre 2012             | 4.31                                      | 1.4                   |
| 3            | Boyz II Menorah                      | Boyz II Menorah                   | ABC    | 13 novembre 2012            | 4.36                                      | 1.3                   |
| 4            | More Like Stanksgiving               | Merci pour rien                   | ABC    | 20 novembre 2012            | 4.38                                      | 1.1                   |
| 5            | Spooky Endings                       | P et P, Parfait Paradis           | ABC    | 4 décembre 2012             | 3.37                                      | 1.3                   |
| 6            | To Serb With Love                    | Sans blague                       | ABC    | 11 décembre 2012            | 3.22                                      | 1.2                   |
| 7            | No-Ho-Ho                             | Non-hon-hon                       | ABC    | 18 décembre 2012            | 3.16                                      | 1.3                   |
| 8            | Fowl Play/Date                       | Rencard piégé                     | ABC    | 6 janvier 2013              | 2.40                                      | 1.0                   |
| 9            | Ordinary Extraordinary Love          | Un amour extraordinaire classique | ABC    | 8 janvier 2013              | 3.66                                      | 1.4                   |
| 10           | Kickball 2: The Kickening            | Kickball 2 : le kickage           | ABC    | 13 janvier 2013             | 2.07                                      | 0.9                   |
| 11           | The Ex Factor                        | Le facteur ex                     | ABC    | 15 janvier 2013             | 3.05                                      | 1.3                   |
| 12           | The Marry Prankster                  | Le marié farceur                  | ABC    | 29 janvier 2013             | 2.92                                      | 1.2                   |
| 13           | Our Best Friend's Wedding            | Le mariage de notre meilleur ami  | ABC    | 29 janvier 2013             | 2.85                                      | 1.3                   |
| 14           | In the Heat of the Noche             | Dans la chaleur de la night       | ABC    | 29 mars 2013                | 2.97                                      | 0.9                   |
| 15           | The Straight Dope                    | La vérité brute                   | ABC    | 29 mars 2013                | 2.29                                      | 0.7                   |
| 16           | The Incident                         | L'incident                        | ABC    | 5 avril 2013                | 3.28                                      | 1.1                   |
| 17           | Bros Before Bros                     | Les potes avant les potes         | ABC    | 5 avril 2013                | 2.69                                      | 1.0                   |
| 18           | She Got Game Night                   | La nuit de la chasseuse           | ABC    | 12 avril 2013               | 2.73                                      | 0.8                   |
| 19           | The Storm Before the Calm            | La tempête avant le calme         | ABC    | 12 avril 2013               | 2.08                                      | 0.7                   |
| 20           | The Ballad of Lon Sarofsky           | La ballade de Lon Sarofsky        | ABC    | 26 avril 2013               | 2.19                                      | 0.6                   |
| 21           | Un-sabotagable                       | Insabotable                       | ABC    | 26 avril 2013               | 1.73                                      | 0.6                   |
| 22           | Deuce Babylove 2: Electric Babydeuce | La plus belle victoire            | ABC    | 3 mai 2013                  | 2.68                                      | 0.7                   |
| 23           | Brothas & Sisters                    | Frangins et sours                 | ABC    | 3 mai 2013                  | 2.17                                      | 0.7                   |